# Cosmia badiofasciata
Cosmia badiofasciata là một loài bướm đêm trong họ Noctuidae.